# Европейский крифал
Европейский крифал (лат. Cryphalus intermedius) — вид жуков из семейства короедов.

## Описание
Длина тела жуков 1,8-2,1 мм. Булава усиков с тремя изогнутыми швами, с грубыми и длинными щетинками. Жгутик усика состоит из четырёх члеников. Переднеспинка и надкрылья темно-коричневые или черные. Скат переднеспинки  с многочисленнымм (более 47) хаотично расположенными выступами, из них по переднему краю расположены 2-6 выступов. Шов между переднеспинкой и надкрыльями с небольшой выемкой. Поверхность надкрылий гладкая. Бороздки на надкрыльях с рядами точек, каждая точка с короткой волосковидной щетинкой.

## Биология
Развивается преимущественного на лиственнице европейской, имеются указания на сборы этого вида на сосне. В течение года возможно развитие до двух поколений.

## Распространение
Встречается в Западной и Центральной Европе: в Австрии, Чехии, Франции, Германии, Венгрии, Италии, Лихтенштейне, Польше, Румынии, Словакии, Словении, Швейцарии, Украине.